# Конвенция о защите прав и достоинства человека в связи с применением достижений биологии и медицины
Конвенция о защите прав и достоинства человека в связи с применением достижений биологии и медицины является международным договором, направленным на запрещение неправомерного использования инноваций в биомедицине и защиту человеческого достоинства. Конвенция была открыта для подписания 4 апреля 1997 года в Овьедо, Испания, и поэтому иначе известна как Конвенция Овьедо. Этот международный договор является результатом усилий Совета Европы идти в ногу с развитием в области биомедицины. Это также первый многосторонний документ обязательной силы, полностью посвященный биоправу.  Конвенция вступила в силу 1 декабря 1999 г.

## Характеристики
Конвенция обеспечивает рамочную структуру для всестороннего сохранения человеческого достоинства в области биоэтики.  Документ формируется исходя из предпосылки о том, что существует фундаментальная связь между правами человека и биомедициной.  Конвенция устанавливает минимальный общий стандарт, который позволяет странам принимать законы для обеспечения большей степени защиты после ратификации (статья 27). Судебная защита предоставляется национальным судам. Следовательно, нет оснований для того, чтобы лицо могло подать иск в связи с Конвенцией Овьедо. Ссылка на Конвенцию может быть сделана только в связи с судебным разбирательством, возбужденным в отношении нарушения Европейской конвенции о правах человека. Отсутствие в Конвенции каких-либо положений о судебной процедуре считается основным недостатком Конвенции Овьедо. 

## История
Темпы прогресса в биомедицине вызвали обеспокоенность Совета Европы, поскольку развитие в этой области не только вселяло надежду для человечества, но и представляло угрозу.  Целью Совета Европы стало установление общих стандартов защиты достоинства человеческой личности по отношению к биомедицинским наукам.  Проект Конвенции был запрошен Руководящим комитетом по биоэтике (the Steering Committee on Bioethics, CDBI)  и разработан его Рабочей группой в июле 1992 года. Проект Конвенции прошел общественные обсуждения в июле 1994 года, принят Комитетом министров  в ноябре 1996 года и, наконец, открыт к подписанию 4 апреля 1997 года 

## Стороны Конвенции
35 стран подписали Конвенцию Овьедо, однако только 29 из этих стран ратифицировали Конвенцию.  Это означает, что только 29 стран имплементировали положения документа в свое национальное законодательство. Кроме того, шесть из этих ратифицировавших стран имеют оговорки, ограничивающие степень их привязанности к определенным положениям. Примечательно, что Великобритания и Германия не подписали и не ратифицировали конвенцию.  Великобритания считала конвенцию слишком ограничительной, в то время как Германия считала ее слишком разрешительной. 

## Вопросы, решаемые Конвенцией
В преамбуле Конвенции Овьедо четко указано, что ее цель - развитие биомедицины на благо будущих поколений и всего человечества. Конвенция устанавливает правовые рамки, которые обеспечивают защиту достоинства и личности человека. Задуманная как дополнительный инструмент, Конвенция рассматривается вместе с другими средствами защиты прав человека, а именно: Всеобщая декларация прав человека (ВДПЧ),  Международный пакт о гражданских и политических правах (МПГПП),  Международный Пакт об экономических, социальных и культурных правах (МПЭСКП),  Конвенция о правах ребенка (КПР),  Европейская Конвенция о защите прав человека и основных свобод (ЕКПЧ),  Европейская Социальная хартия. 

### Общие принципы
Общие положения Конвенции Овьедо определяют объект и цель документа. Цель состоит в том, чтобы защитить достоинство людей в области биомедицины. Для достижения этой цели было принято несколько принципов. Принципы, воплощенные в первой главе Конвенции, касаются главенства человека, равного доступа к здравоохранению и профессиональных стандартов.

### Согласие
Вопрос согласия имеет ключевое значение для Конвенции, поскольку он связан с индивидуальной автономией. Медицинское вмешательство, осуществляемое без согласия, является общим запретом в соответствии со статьей 5.  Кроме того, согласие должно быть свободным и полностью осознанный. Свободное и осознанное согласие основано на объективной информации. Защита предоставляется тем, кто не может дать согласие. Предусмотрены также меры на случай чрезвычайных ситуаций. Конкретные правила должны соблюдаться при любом медицинском вмешательством, когда человек не в состоянии дать свободное и осознанное согласие. 

### Частная жизнь и право на информацию
Этот вопрос тесно связан с правом на неприкосновенность частной жизни в статье 8 Европейской конвенции о правах человека. Объем права включает в себя право человека не знать, а также право знать информацию о своем здоровье. Интересы пациента, третьей стороны или общества могут привести к ограничению любой из сторон этого права. 

### Человеческий геном
Конвенция Овьедо включает положения, направленные на решение проблем, связанных с исследованиями генома человека. Основное внимание уделяется генетическому тестированию, хранению генетических данных и модификации генома человека. Генетическое тестирование как инструмент дискриминации запрещено статьей 11,  тогда как статья 12 разрешает генетическое тестирование только для здоровья или для научных исследований, связанных со здоровьем.  Общая тема заключается в том, что генетическое тестирование предназначено только для целей, связанных со здоровьем.  Точно так же модификация генома человека по причинам, не связанным со здоровьем, как правило, запрещена статьей 13 Конвенции. 

### Научное исследование
Свобода научных исследований  воплощена в главе V.  Однако приоритет отдается защите человеческого достоинства и других основных свобод. Следовательно, свобода исследования ограничена (статья 15).  Исследования, проводимые на людях, находятся под строгим контролем, установленным Конвенцией (статья 16).  Общие правила согласия, изложенные в главе II  должны соблюдаться в контексте исследования. Кроме того, создание эмбрионов in vitro в целях научных исследований категорически запрещено (статья 18). 

### Органы и трансплантация
Конвенция предусматривает общее правило, согласно которому живых доноров для трансплантации органов можно использовать только в том случае, если нет органов от умершего человека.  Любые удаленные части тела следует утилизировать с уважением и в соответствии с пожеланиями человека. Кроме того, запрещена финансовая выгода от человеческого тела или его частей, однако адекватная компенсация расходов, понесенных на медицинскую процедуру, не запрещена.  Правила, касающиеся согласия, изложенные в Главе II Конвенции, также применяются в контексте трансплантации органов.

## Нарушения положений Конвенции
В соответствии с Европейской конвенцией о правах человека любое лицо, которому был причинен ущерб, должно иметь доступ к справедливой компенсации (статья 24).  Необходимо обеспечить надлежащую судебную защиту, с тем чтобы не допустить нарушения принципов, содержащихся в Конвенции. За несоблюдение будут применяться пропорциональные санкции в соответствии со статьей 25. 

## Более широкая защита
Конвенция отражает минимальный инструмент гармонизации. Таким образом, государства-стороны Конвенции обладают юрисдикцией для обеспечения большей степени защиты, чем та, которую предлагает Конвенция. В то же время они не могут предложить меньшую защиту. 

## Толкование Конвенции
Вопросы толкования могут быть переданы в Европейский суд по правам человека для вынесения консультативного заключения.  Люди не могут подавать иски только на основании нарушения Конвенции Овьедо, но они могут ссылаться на ее положения в ходе разбирательств, касающихся Европейской конвенции о правах человека.

## Оговорки
Оговорка может быть сделана в отношении отдельного положения Конвенции (статья 36). У шести  стран есть оговорки относительно конкретных положений:
- Хорватия
- Дания
- Франция
- Норвегия
- Швейцария
- Турция

## Денонсация
Любая подписавшая сторона может денонсировать Конвенцию, направив уведомление Генеральному секретарю Совета Европы.

## Протокол о запрещении клонирования человека
Преднамеренное клонирование с целью создания генетически идентичных людей противоречит человеческому достоинству и представляет собой некорректное использование биологии и медицины. По причине чего клонирование запрещено настоящим протоколом. 

## Протокол о трансплантации
Протокол предусматривает, что, насколько это возможно, должен быть обеспечен равный доступ к услугам по трансплантации. Кроме того, любая трансплантация должна проводиться с соблюдением прав и свобод доноров, потенциальных доноров и реципиентов органов и тканей. 

## Протокол о биомедицинских исследованиях
В контексте биомедицинских исследований Протокол направлен на обеспечение защиты достоинства и идентичности всех людей без дискриминации. Протокол признает, что исследования могут способствовать спасению и улучшению жизни людей, но они также могут противоречить основополагающим принципам достоинства и других прав. В таком случае исследование проводить не следует. 

## Протокол о генетическом тестировании в медицинских целях
Протокол отвечает на опасения относительно возможного ненадлежащего использования генетического тестирования и направлен на защиту достоинства и идентичности всех людей в этой сфере. Ограничивая использование генетического тестирования только в медицинских целях, Конвенция направлена на достижение своей цели и объекта. Генетическое тестирование также разрешено для научных исследований, но его регулирование не включено в этот Протокол. Он также устанавливает необходимость свободного и осознанного согласия и генетического консультирования. 

## Дальнейшее чтение
- Роберто Андорно, «Конвенция Овьедо: европейская правовая база на стыке прав человека и закона о здоровье», Журнал международного права в области биотехнологии, 2005 г., № 2, с. 133-143.
- Морис де Вехтер, «Европейская конвенция по биоэтике», Отчет Центра Гастингса, № 1, 1997 г., стр. 13-23.

## Внешние ссылки
- Текст Конвенции .
- Ратификации .
- Общая информация о съезде
- Роберто Андорно
- Краткое изложение общих вопросов
- Пояснительный отчет